# Microhadrosaurus
Microhadrosaurus („malý těžký ještěr“) byl rod menšího hadrosauridního dinosaura z období pozdní křídy, žijícího na území dnešní jihovýchodní Číny (provincie Kuang-tung).

## Objev a popis
Fosilie tohoto hadrosaurida byly objeveny v sedimentech geologického souvrství Nan-siung. Holotyp nese označení IVPP V4732 a jedná se o fragment spodní čelisti se zubní "baterií" o 18 řadách zubů. Délka fragmentu 37 cm odpovídá délce mláděte 2,6 metrů. Velikost dospělých jedinců není známá. Typový druh Microhadrosaurus nanshiungensis stanovil čínský paleontolog Tung Č’-ming v roce 1979. Protože fosilie jsou fragmentární, je dnes tento taxon mnoha paleontology považován za nomen dubium (pochybné jméno).

## Paleoekologie
Microhadrosaurus sdílel ekosystémy s množstvím dalších dinosaurů, jako byl sauropod rodu Gannansaurus nebo teropodi rodů Qianzhousaurus, Banji nebo Corythoraptor.